# Morciano di Romagna
Morciano di Romagna (romanyol nyelven Murzèn vagy Murcièn) település Olaszországban, Emilia-Romagna régióban, Rimini megyében. Lakosainak száma 7111 fő (2023. január 1.). Morciano di Romagna Montefiore Conca, Saludecio, San Clemente és San Giovanni in Marignano községekkel határos.

## Népesség
A település lakossága az elmúlt években az alábbi módon változott:
| Lakosok száma | 7014 | 7020 | 7111 |
|               | 2017 | 2018 | 2023 |